# Gros cinq sous

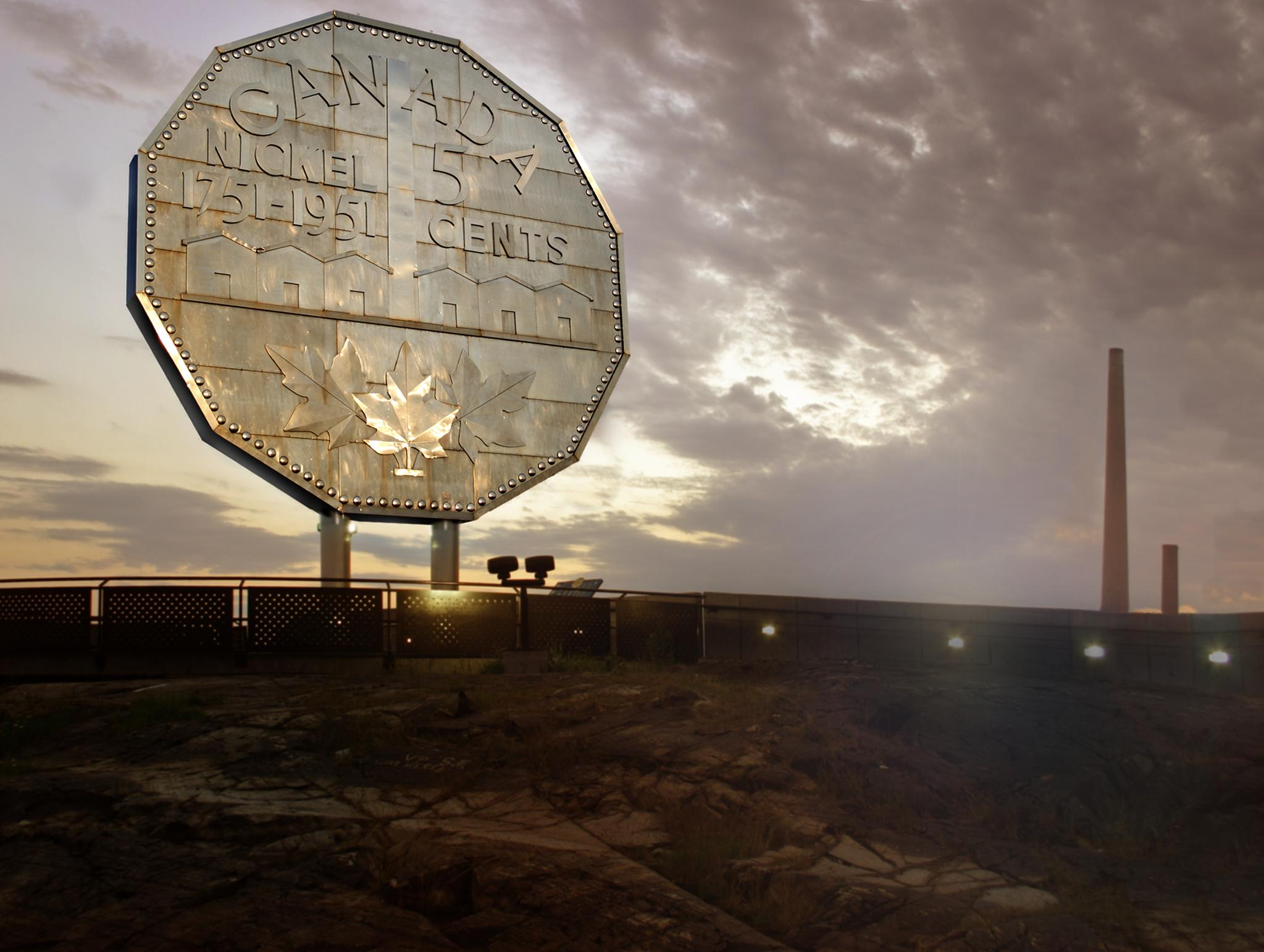
Le Gros cinq sous sur son nouveau piédestal.

Le Gros cinq sous (aussi appelé Gros cinq cents, et surnommé Gros Nickel ou Big Nickel d'après son nom anglais) est une réplique surdimensionnée d'une pièce de 5 ¢ canadienne. Devenue emblématique de Sudbury, en Ontario, cette pièce a été conçue à l'instigation de l'homme d'affaires Ted Szilva (en) pour le Parc numismatique du centenaire canadien. Inauguré en 1964, le Gros cinq sous est une reproduction d'une pièce de 1951 qui commémore le bicentenaire de l'isolation du nickel, un minerai très présent à Sudbury.